# 서영무
서영무(徐永武, 1934년 5월 18일 ~ 1987년 5월 26일)는 전 대한민국의 야구 감독이자, 삼성 라이온즈의 초대 감독이다.
대구 출신으로 대구공립상업중학교와 경북대를 졸업했다. 이후 공군 등 실업 야구 팀에서 선수 생활을 하였지만, 선수 시절에는 크게 주목받지 못했다. 주 포지션은 내야수였다. 모교 대구상고의 감독을 맡았다가 일본에 야구 연수를 다녀왔고, 1967년부터 경북고등학교 야구부 감독을 맡아 명성을 쌓았다. 1971년에는 전국 고교 대회를 모두 석권하는 위력을 보여 주며 고교 야구계에서는 "우승 제조기"로 불렸다. 이후 한양대학교, 서울고등학교, 중앙대학교 야구부 감독으로 일하다가 1982년 KBO 리그가 출범하자 연고 팀 삼성 라이온즈의 초대 감독에 임명되었으나 코치 섭외 문제로 골머리를 썩였는데 김성근 조창수 유백만 등이 거론됐지만 모두 다른 팀에서 가로채가자 프런트를 통해 임신근(본인(서영무)의 경북고 야구부 시절 제자)과 우용득(본인(서영무)의 대구상고 후배)을 코치로 간신히 영입했고 이 과정에서 갈등의 조짐(경북고-대구상고 파벌로 나뉘어짐)이 시작됐다.
당시에는 전·후기 리그로 연간 리그가 분리되어 있었는데, 전기리그는 OB 베어스가, 후기리그는 삼성 라이온즈가 각각 우승하였다. 1982년 한국시리즈에서 맞붙은 두 팀은 첫 경기에서 무승부를 기록하고 2번째 경기에서 삼성 라이온즈가 이겼으나 이후 내리 게임을 내주면서 4승 1무 1패로 OB 베어스에 밀려 준우승에 머물렀는데 삼성은 4차전 끝날 무렵 1차전(두 번째 투수), 3차전(두 번째 투수)에 이어 3경기째 등판한(두 번째 투수) 황규봉의 부친이 위독하다는 연락을 받았으며 황규봉이 자리를 비운 뒤 다음 경기부터 던질 투수가 마땅치 않아 1차전(세 번째 투수), 2차전(선발)에 이어 3번째 등판한  4차전 선발 이선희가 자원하여 5차전 구원, 6차전 선발로 등판했으나  모두 패배하는 아픔을 맛봐야 했고 황규봉은  시리즈 종료 몇 주 뒤에 부친상을 당했다.
게다가, 삼성은 시리즈 도중에도 음주-포커판을 벌인 데다 박철순 같은 슈퍼에이스를 보유하지 못하여 2차전 승리 후 내리 4연패했고 이 과정에서  임신근 투수코치가 우승 책임의 실패에 맞춰 시즌 후 팀을 떠나야 했다.
이렇게 되자 삼성은 재일 한국인 출신 이충남을 1982년 10월 30일 조감독으로 영입했는데 표면상의 이유는 서영무 감독을 보좌하기 위한 것이었으나 실제 이유는 꼬투리를 잡아 본인(서영무)을 감독 자리에서 끌어내리는 속셈이었으며 이에 서영무 감독은 내야수 출신 이충남의 현역 시절 팀 선배였던 김호중 서울고 감독을 같은 해 11월 3일 투수코치로 영입했다.
우여곡절 끝에 맞이한 1983년에는 개막전에서 무승부로 패전만 면하자 숙소에서 김삼용 단장으로부터 "그것도 야구라고 합니까?"라는 핀잔을 받았는데 이 같은 일화 외에도 김삼용 단장은 본인(서영무)에게 여러 차례 불만을 갖고 있었다.
이렇게 되자 삼성은 성적 부진 외에도 투수기용과 교체를 놓고 마찰을 빚은 김호중 코치와 김삼용 단장을  해임시키는 한편 이종기 중앙일보 사장을 단장, 노진호 중앙일보 체육부장을 부단장으로 선임시켰다.
그러나,  이충남과의 지휘권을 둘러싼 갈등 뿐 아니라  건강상의 이유를 들어 생일을 일 주일 지난 그 해 5월 25일에 감독직에서 전격 사임하고 팀을 떠났으며 이틀 뒤인 5월 27일 총감독으로 승진됐고 삼성은 본인(서영무)을 총감독으로 승진시키면서 명목상 대우해주는 척하며 감독 권한을 뺏고 계획대로 이충남을 감독대행으로 임명했으며 김호중 코치 퇴임 후 한동안 투수코치 섭외에 골머리를 썩였다가 한때 삼성 투수코치 물망에 올랐지만 MBC 청룡 코치로 가는 바람에 불발된 뒤 1983년 4월 백인천 초대감독이 간통 혐의에 따른 구속 때문에 MBC에서 해임될 당시 감독대행을 맡았으나 같은 해 5월 김동엽이 감독으로 부임하자 야구 철학이 다르다는 이유로 같은 해 6월 9일 팀을 떠난 유백만을 같은 달 27일 투수코치로 영입했다.
삼성의 감독에서 물러난 이후에는 대구에 1급 차량 정비공장을 차려 운영하였다. 1984년 OB 베어스의 초대 감독이었던 김영덕을 삼성 라이온즈에서 나은 조건으로 스카웃하여 차기 감독으로 영입하게 되자, OB 베어스는 이에 맞서 그 해 4월 13일 서영무를 자문역 역할인 관리 이사로 영입하여 삼성 라이온즈의 전력 분석을 맡기기도 하였는데 김영덕 감독의 후임으로는 한때 삼성 초대 투수코치 물망에 올랐으나 OB 투수코치로 가는 바람에 좌절된 김성근이 감독 승격됐다.
그러나 OB의 이사로 임명된 지 한 달도 안 돼 1984년 5월 11일 OB와 삼성의 대구 경기를 앞두고 원정 숙소였던 수성관광호텔에서 선수들의 방을 정하던 도중 갑자기 뇌졸중으로 쓰러져 경북대학교병원에 입원했다.
이후 식물인간이 되었고, 긴 투병 끝에 1987년 5월 26일 오전 7시 5분, 서울특별시 성동구 사근동 자택에서 사망하였다.
경북고 출신의 명 선수인 이선희, 황규봉, 배대웅, 조창수, 임신근, 강문길 등이 그의 제자였기 때문에 대구 야구의 대부라고 불리며, 엄격한 훈련과 함께 선수들의 책임과 품위를 철저히 강조한 감독이었다.

## 출신학교
- 칠성초등학교
- 대구공립상업중학교
- 경북대학교